# 1-金刚烷甲酸
1-金刚烷甲酸是一种有机化合物，化学式为(CH
2)
6(CH)
3(CCO
2H)。它是白色固体，是金刚烷最简单的羧酸衍生物。它可通过金刚烷的羧基化反应制得。它和金属可以形成单核羧基配合物，[M(O2CR)3]-（M = Mn, Ni, Co, Zn）。